# ديفيد إتش غريني
ديفيد إتش غريني (بالإنجليزية: David H. Greene)‏ هو مؤلف أمريكي، ولد في 4 نوفمبر 1913 في كامبريدج في المملكة المتحدة، وتوفي في 9 يوليو 2008 في بوينتون في الولايات المتحدة.